# Hispinae
Hispinae là một phân họ bọ cánh cứng trong họ Chrysomelidae. Nó bao gồm các loài Hispinae trước đây cộng thêm "Cassidine", hiện tách ra thành Hispinae, bao gồm tông Cassidini, với hơn 125 chi.

## Hình ảnh

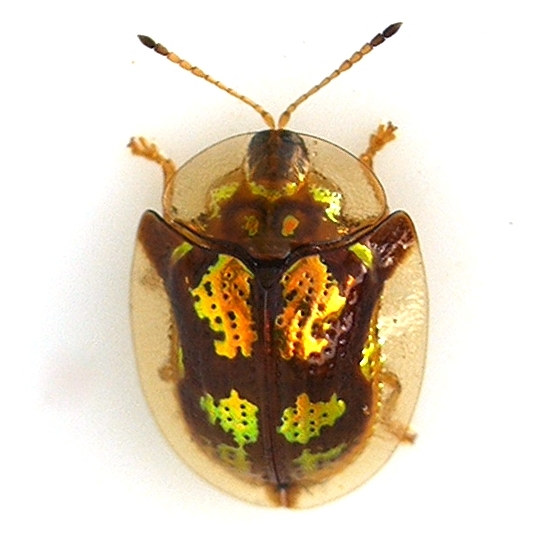
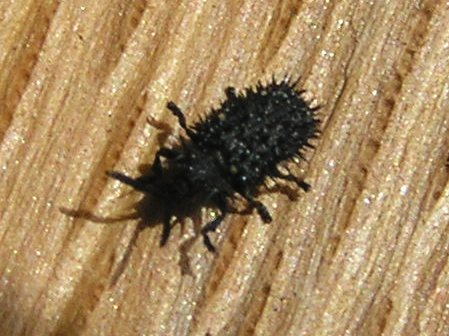
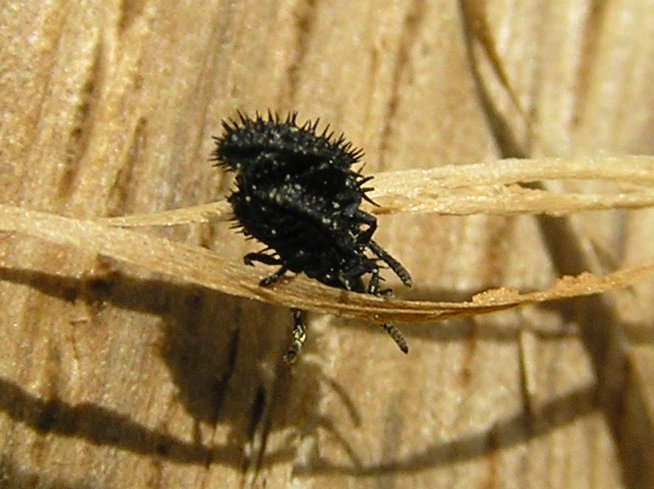